# La barca di Dante
La barca di Dante (La Barque de Dante) è un dipinto ad olio su tela (189x246 cm) del pittore francese Eugène Delacroix, realizzato nel 1822 e conservato al Musée du Louvre di Parigi.
Il soggetto del dipinto, esposto al Salon del 1822, è esplicitamente desunto dall'Inferno dantesco: ad esser raffigurati, infatti, sono Dante e Virgilio traghettati dal demonio Flegias al di là dello Stige, fino all'infuocata città di Dite.

## Descrizione

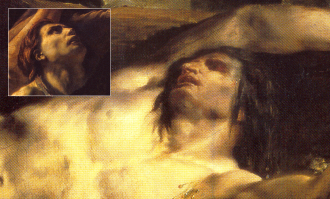
Delacroix è assai sensibile all'influenza di Géricault: nella foto, raffronto tra La barca di Dante e La zattera della Medusa

Il soggetto del dipinto è tratto dall'ottavo canto dell'Inferno dantesco. In primo piano sono ritratti Dante, che indossa un cappuccio rosso e un abito verde e bianco, e il maestro Virgilio mentre attraversano il largo fossato del fiume Stige su un'imbarcazione pilotata da Flegias, il custode del quinto cerchio. Ebbene, mentre il demone nocchiero traghetta Virgilio e il suo discepolo al di là delle acque melmose, dove si ergono le mura della città di Dite, la navicella viene attaccata dai dannati della palude stigia, dove iracondi e accidiosi scontano la loro pena eterna.
Dante, preso da un sentimento di sgomento e raccapriccio, alla vista degli spiriti leva il braccio in alto come per allontanarsene. Virgilio, avvolto in un mantello marrone e con la testa cinta da una corona d'alloro, riesce invece a dominare le forze sotterranee e, mosso a pietà, cerca di infondere coraggio nel discepolo tenendogli la mano; Flegias, visto di tergo, è ammantato solo in un drappo azzurro. Alla stagnante immobilità dello Stige si oppone la furia imponente degli iracondi, collocati al di sotto dei due pellegrini e del demonio. I dannati, immersi nell'acqua fangosa, si dimenano contro loro stessi, mordendosi a vicenda, preda della loro stessa rabbia; tra le fangose genti (Inf VIII 59) si scorge il fiorentino Filippo Argenti, che furibondo tenta di rovesciare la barca. Dall'ambientazione buia e tenebrosa, infine, emergono in fondo le mura di ferro incandescenti che cingono la città di Dite, circondata dalla palude.
Dal punto di vista stilistico, tra i punti di riferimento più evidenti appaiono Michelangelo, per la trattazione chiaroscurale dei corpi dei dannati, e La zattera della Medusa di Théodore Géricault, dal quale riprende lo stile fortemente emotivo e la costruzione piramidale. Il perimetro di questa piramide, in particolare, è definito dalle masse imponenti dei passeggeri della barca, con la diagonale principale della tela impostata lungo il braccio alzato di Dante. I corpi dei dannati, invece, disegnano forme concave che, amplificando e riproponendo il moto ondoso della palude, enfatizzano l'instabilità dell'imbarcazione.

## Storia del dipinto

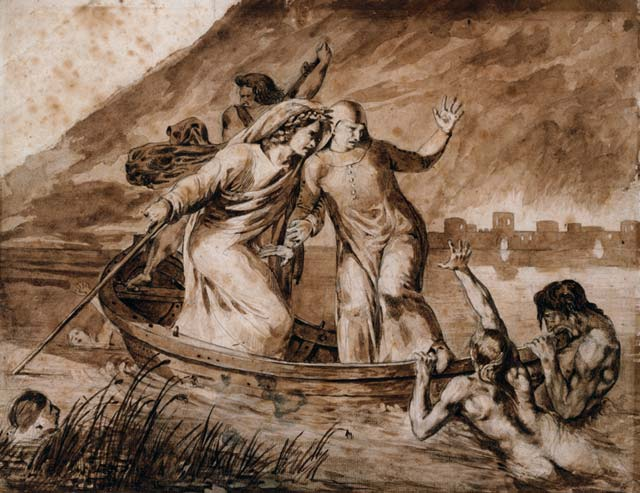
La barque de Dante, disegno di Delacroix del 1820 sullo stesso soggetto

Nel 1821, in una lettera indirizzata alla sorella Henriette de Verniac, Delacroix espresse il proprio desiderio di realizzare un dipinto per il Salon parigino dell'anno successivo, così da «acquistare un po' di notorietà». Per il soggetto, il pittore decise di rivolgersi al modello dantesco della Commedia, ravvivatosi nel fervore del clima romantico. Inizialmente nel quadro doveva essere raffigurato un episodio del proemio, quello dell'incontro di Dante con la lupa, simbolo di brame insaziabili (If I 49-50); solo successivamente Delacroix scelse un altro momento del viaggio ultraterreno del poeta, forse ancora più drammatico, quello dei due pellegrini trasportati da Flegias al di là dello Stige. Il dipinto, steso in due mesi e mezzo, fu esibito il 24 aprile 1822 sotto il titolo Dante et Virgile conduits par Phlégias, traversent le lac qui entoure les murailles de la ville infernale de Dité; la lunga gestazione dell'opera e la prolungata permanenza nello studio resero Delacroix assai debole e bisognoso di un recupero completo delle forze.
I critici si divisero in due: ci fu chi espresse il proprio scontento per lo stile pittorico adottato da Delacroix (uno dei giudici del Salon, Étienne-Jean Delécluze, definì l'opera «una vera e propria imbrattatura»), ma non mancarono i ferventi ammiratori, come un secondo giudice, Antoine-Jean Gros, che paragonò La barca di Dante ai quadri di Rubens.
L'opera fu acquistata nell'estate del 1822 dallo Stato Francese per una somma di duemila franchi, per conservarla nel palazzo del Lussemburgo; fu trasferita al Musée du Louvre (sua sede attuale) undici anni dopo la morte di Delacroix, nel 1874.

## Nella cultura di massa
Il dipinto viene citato in un'inquadratura di una delle scene finali del film del 2018 La casa di Jack, diretto da Lars von Trier. Bruno Ganz vi ha la parte di Virgilio (abbigliato con un vestito moderno) e Matt Dillon/Jack porta una veste rossa con cappuccio come quella di Dante.